# Concrete5
concrete5 (вимова: «Кóнкріт») — система керування вмістом сайту з відкритим вихідним кодом, що розповсюджується за ліцензією MIT.
У більшості популярних CMS для того, щоб редагувати сторінку, потрібно зайти в адміністративну панель, внести свої зміни там, потім повернутися на сайт, оновити сторінку, і тільки тоді ці зміни можна побачити.
У concrete5 адміністративна панель теж є, але для того, щоб редагувати сторінки, заходити в неї зовсім не обов'язково. Якщо ви залоговані на сайті з правами адміністратора, то можете увімкнути на сторінці режим редагування і додавати або прибирати вміст, не йдучи з неї. Більшість з тих, хто працював з concrete5, сходяться на думці, що це набагато зручніше, ніж редагування через адміністративну панель.
Більш того, з такою системою редагування ви самі можете конструювати сторінку свого сайту, додаючи які завгодно блоки в шапку, ліву/праву колонку або футер (підвал сайту).
У concrete5 є багато опцій, що дозволяють працювати з зовнішнім виглядом вмісту вашої сторінки. Наприклад, вкладка «Дизайн» дозволяє прописати доданому вами модулю колір фону, кордон, фонове зображення, додати відступи і ще багато чого, а також ви можете зберегти цей стиль і використовувати його для інших модулів. Вкладка «Додати розмітку» розбиває сторінку на кілька колонок, в кожну з яких можна додати свій модуль. Ви самі налаштовуєте кількість і ширину цих колонок. Зазвичай, для того, щоб зробити на своєму сайті такі зміни, користувачеві треба знати як мінімум HTML і CSS, так що ці можливості — це явна перевага concrete5.
У concrete5 дуже цікава концепція менеджера файлів. Зазвичай файли, які ви завантажуєте на сайт, потрібно розбивати по теках. Тут же вони включаються не в теки, а в групи. Потім, наприклад, при додаванні модуля фотогалереї, ви можете виводити зображення з певної групи. До того ж, один файл може бути включений відразу в декілька груп. Це потрібно для того, щоб одні й ті ж слайди показувалися у фотогалереях на різних сторінках.
Крім того, є можливість редагувати завантажені на сайт зображення безпосередньо в менеджері файлів. Їх можна збільшувати, зменшувати, повертати тощо.
Concrete5 дозволяє присвоювати сторінці атрибути, дуже корисні для просування сайту в пошукових системах. Наприклад, присвоїти кожній сторінці канонічний URL, для кожної сторінки можна прописати метадані, а при необхідності можна виключити її з навігації, і з карти сайту. Переадресування старих сторінок сайту на нові сторінки за допомогою 301-го редіректу. Таким чином ви уникнете дублювання сторінок і попадання непотрібних сторінок в індекс.
Коли ви редагуєте сторінку, кожна версія зберігається. Потім, якщо щось не так, ви можете завжди повернути попередню версію сторінки.